# Temple mormon de Newport Beach
Le temple mormon de Newport Beach est un temple de l’Église de Jésus-Christ des saints des derniers jours situé à Newport Beach, dans l’État de Californie, aux États-Unis. Il a été inauguré le 28 août 2005.